# Pouilly (Moselle)
Pour les articles homonymes, voir Pouilly.
Pouilly est une commune française située dans le département de la Moselle, en région Grand Est.

## Géographie
Commune périurbaine de Moselle, au sud de Metz.

### Géologie et relief
La commune se compose de 437,18 hectares de territoires agricoles (785,39 %), 41,38 hectares de territoires artificialisés (8,17 %) et 32,94 hectares de forêts et milieux semi-naturels  (6,43 %).
Espaces naturels :
- Un site bioarchéologique : Chèvre Haie (ZAC)[4],
- Une zone naturelle d'intérêt écologique, faunistique et floristique (Znieff) : Vallée de la Seille de Lindre à Marly[5].

### Accès
- Voie verte entre Pouilly et Marly[6].

### Voies de communications et transports

#### Voies routières
- A31 (aussi appelée autoroute de Lorraine-Bourgogne). Échangeurs Jopuy, Moulins-lès-Metz, Metz-Centre.
- A4. Échangeurs Argancy, Sémécourt, Marange-Silvange

#### Transports en commun
- Fluo Grand Est.

La ligne de bus P113 (LE MET') fait la liaison entre Pouilly et Pôle d'Échange Multimodal (P.E.M.).

#### Lignes SNCF
- Gare de Metz-Ville
- Gare de Metz-Nord
- Gare d'Ars-sur-Moselle
- Gare d'Ancy-sur-Moselle
- Gare de Novéant

#### Transports aériens
- Aéroport de Metz-Nancy-Lorraine

### Hydrographie et les eaux souterraines
Hydrogéologie et climatologie : Système d’information pour la gestion des eaux souterraines du bassin Rhin-Meuse :
Territoire communal : Occupation du sol (Corinne Land Cover); Cours d'eau (BD Carthage),
Géologie : Carte géologique; Coupes géologiques et techniques,
 Hydrogéologie : Masses d'eau souterraine; BD Lisa; Cartes piézométriques.
La commune est située dans le bassin versant du Rhin au sein du bassin Rhin-Meuse. Elle est drainée par la Seille, le ruisseau de Crepy et le ruisseau le Bouillon.
La Seille, d'une longueur totale de 137,7 km, prend sa source dans la commune de Maizières-lès-Vic et se jette  dans la Moselle à Metz en limite avec Saint-Julien-lès-Metz, après avoir traversé 57 communes.

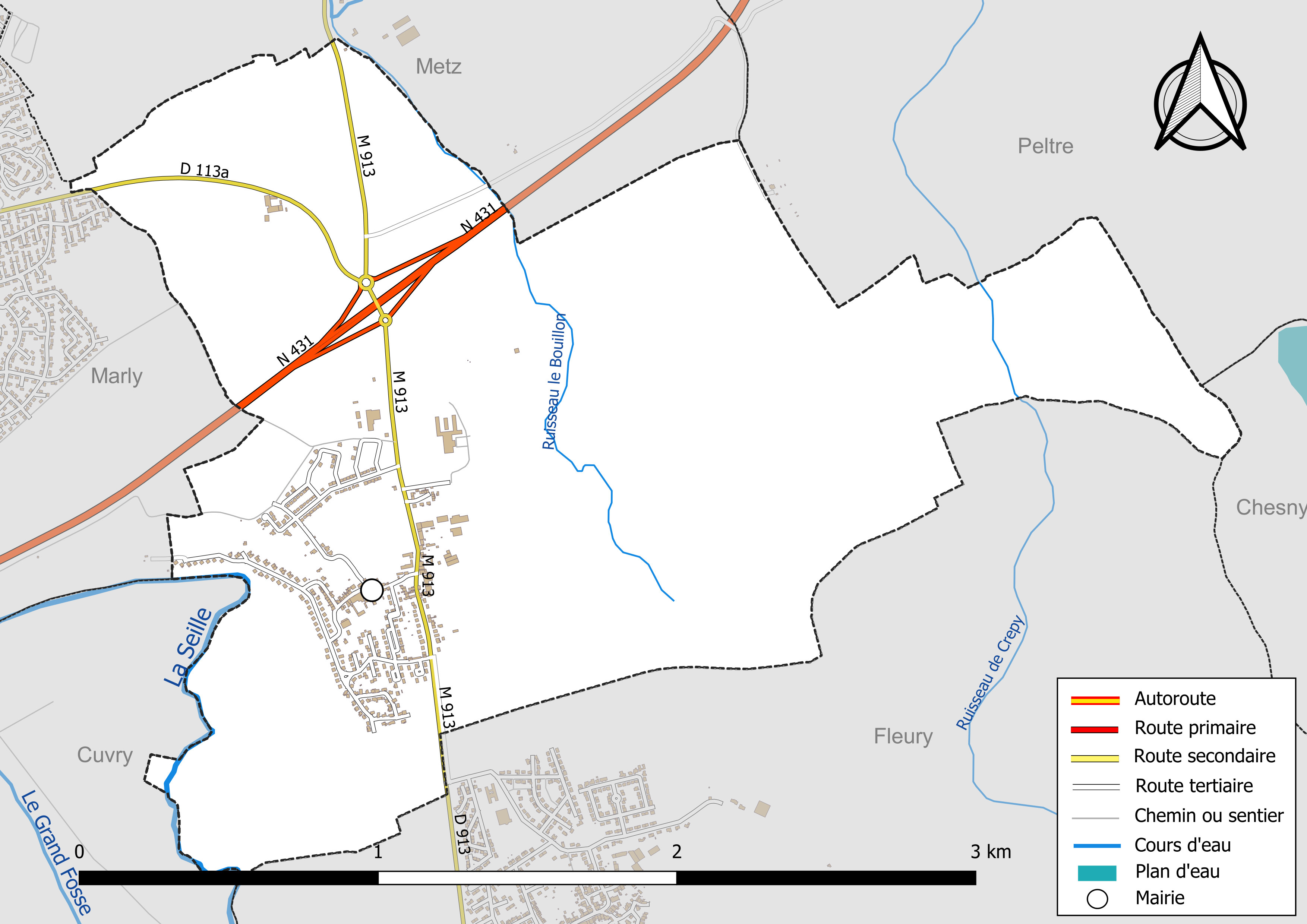
Réseaux hydrographique et routier de Pouilly.

La qualité des eaux des principaux cours d’eau de la commune, notamment de la Seille, peut être consultée sur un site spécial géré par les agences de l’eau et l’Agence française pour la biodiversité.

### Climat
Pour des articles plus généraux, voir Climat du Grand Est et Climat de la Moselle.
En 2010, le climat de la commune est de type climat océanique dégradé des plaines du Centre et du Nord, selon une étude du Centre national de la recherche scientifique s'appuyant sur une série de données couvrant la période 1971-2000. En 2020, Météo-France publie une typologie des climats de la France métropolitaine dans laquelle la commune est exposée à un climat semi-continental et est dans la région climatique  Lorraine, plateau de Langres, Morvan, caractérisée par un hiver rude (1,5 °C), des vents modérés et des brouillards fréquents en automne et hiver. 
Pour la période 1971-2000, la température annuelle moyenne est de 9,7 °C, avec une amplitude thermique annuelle de 16,8 °C. Le cumul annuel moyen de précipitations est de 755 mm, avec 11,7 jours de précipitations en janvier et 9 jours en juillet. Pour la période 1991-2020, la température moyenne annuelle observée sur la station météorologique de Météo-France la plus proche, « Metz-Frescaty », sur la commune d'Augny à 5 km à vol d'oiseau, est de 11,1 °C et le cumul annuel moyen de précipitations est de 713,5 mm. 
La température maximale relevée sur cette station est de 39,7 °C, atteinte le 25 juillet 2019 ; la température minimale est de −23,2 °C, atteinte le 17 février 1956,,. 
Les paramètres climatiques de la commune ont été estimés pour le milieu du siècle (2041-2070) selon différents scénarios d'émission de gaz à effet de serre à partir des nouvelles projections climatiques de référence DRIAS-2020. Ils sont consultables sur un site spécial publié par Météo-France en novembre 2022.

## Urbanisme

### Typologie
Au 1er janvier 2024, Pouilly est catégorisée ceinture urbaine, selon la nouvelle grille communale de densité à sept niveaux définie par l'Insee en 2022.
Elle est située hors unité urbaine. Par ailleurs la commune fait partie de l'aire d'attraction de Metz, dont elle est une commune de la couronne,. Cette aire, qui regroupe 245 communes, est catégorisée dans les aires de 200 000 à moins de 700 000 habitants,.

### Occupation des sols
L'occupation des sols de la commune, telle qu'elle ressort de la base de données européenne d’occupation biophysique des sols Corine Land Cover (CLC), est marquée par l'importance des territoires agricoles (85,4 % en 2018), en diminution par rapport à 1990 (88,1 %). La répartition détaillée en 2018 est la suivante : 
terres arables (70,9 %), prairies (14,5 %), zones urbanisées (8,1 %), forêts (6,5 %). L'évolution de l’occupation des sols de la commune et de ses infrastructures peut être observée sur les différentes représentations cartographiques du territoire : la carte de Cassini (XVIIIe siècle), la carte d'état-major (1820-1866) et les cartes ou photos aériennes de l'IGN pour la période actuelle (1950 à aujourd'hui).

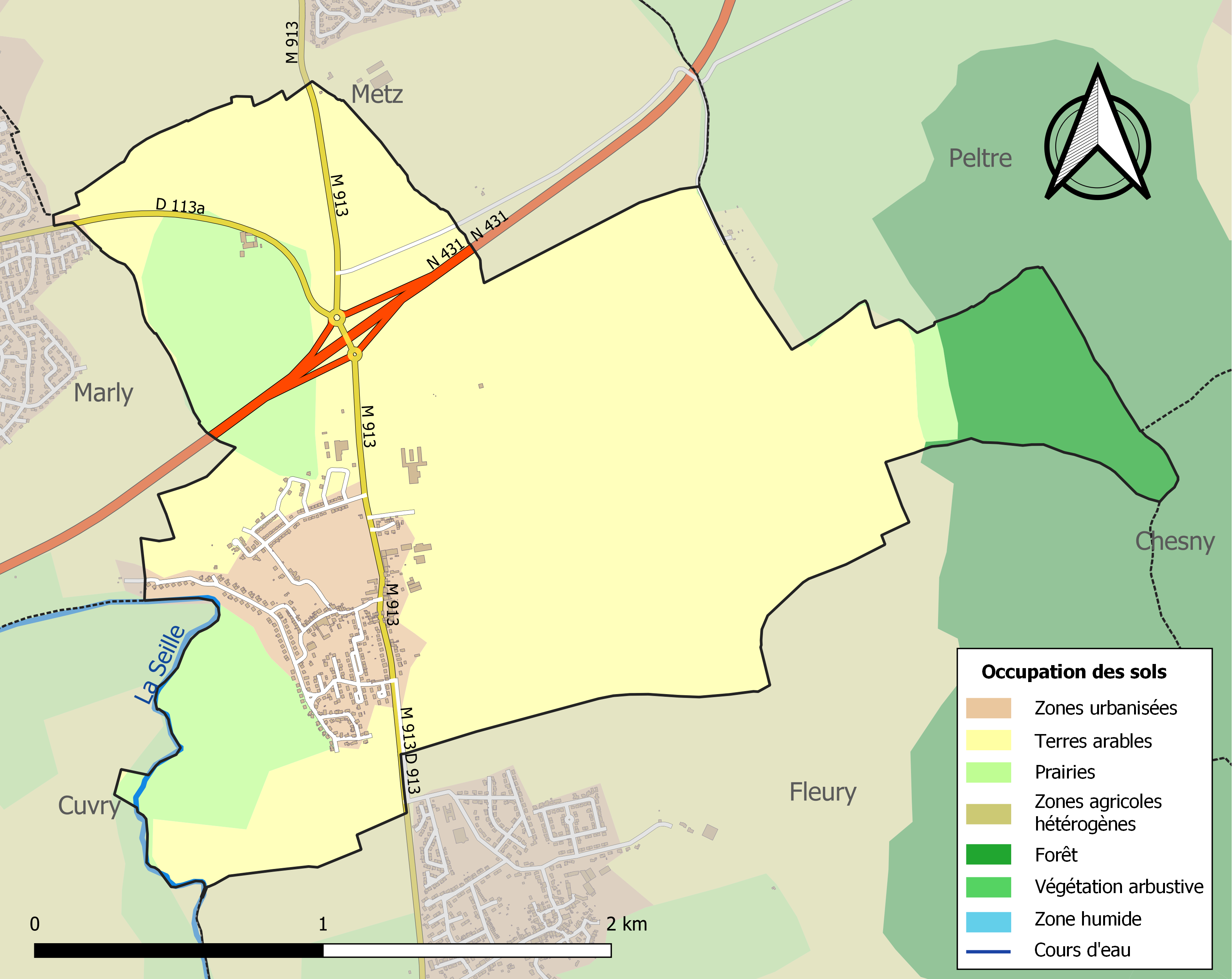
Carte des infrastructures et de l'occupation des sols de la commune en 2018 (CLC).

## Toponymie
- 1177: Poelli, 1188 : Powelly, 1199 : Poulliet, 1275 : Poillet, 1307 : Powilley, 1490 : Pauvilley-devant-Metz, 1544 : Paulley, 1635 : Pauli, 1756 : Pouilli.

## Histoire
- Dépendait de l'ancien Pays messin situé sur une voie romaine (pas de traces).
- De 1790 à 2015, Pouilly était une commune de l'ex-canton de Verny.

### Héraldique, logotype et devise
- Armorial[20].

## Politique et administration
| Période    | Période   | Identité        | Étiquette | Qualité |
| ---------- | --------- | --------------- | --------- | ------- |
| avant 1981 | ?         | René Grandidier |           |         |
| mars 1989  | mars 2008 | Jean Barthelet  | SE        |         |
| mars 2008  | mars 2014 | Monique Rémy    |           |         |
| mars 2014  | En cours  | Marilyne Webert | SE        | [ 21 ]  |

### Budget et fiscalité 2023

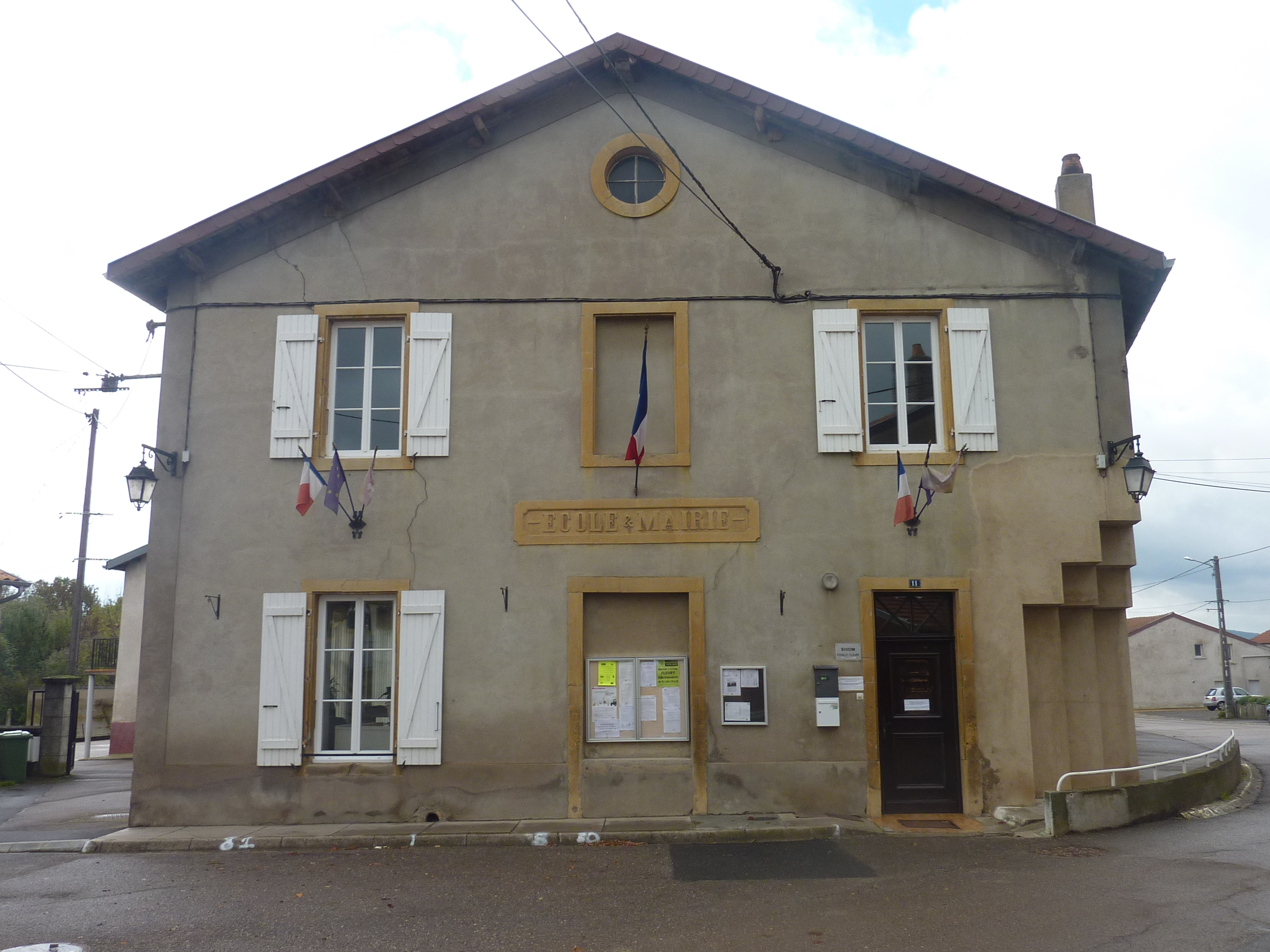
La mairie.

En 2023, le budget de la commune était constitué ainsi :
- total des produits de fonctionnement : 458 000 €, soit 622 € par habitant ;
- total des charges de fonctionnement : 440 000 €, soit 598 € par habitant ;
- total des ressources d'investissement : 69 000 €, soit 94 € par habitant ;
- total des emplois d'investissement : 265 000 €, soit 360 € par habitant ;
- endettement : 298 000 €, soit 404 € par habitant.

Avec les taux de fiscalité suivants :
- taxe d'habitation : 15,15 % ;
- taxe foncière sur les propriétés bâties : 28,86 % ;
- taxe foncière sur les propriétés non bâties : 48,14 % ;
- taxe additionnelle à la taxe foncière sur les propriétés non bâties : 0,00 % ;
- cotisation foncière des entreprises : 0,00 %.

Chiffres clés Revenus et pauvreté des ménages en 2021 : médiane en 2021 du revenu disponible, par unité de consommation : 27 220 €.

## Population et société

### Démographie

#### Évolution démographique
L'évolution du nombre d'habitants est connue à travers les recensements de la population effectués dans la commune depuis 1793. Pour les communes de moins de 10 000 habitants, une enquête de recensement portant sur toute la population est réalisée tous les cinq ans, les populations de référence des années intermédiaires étant quant à elles estimées par interpolation ou extrapolation. Pour la commune, le premier recensement exhaustif entrant dans le cadre du nouveau dispositif a été réalisé en 2006.

En 2022, la commune comptait 927 habitants, en évolution de +49,52 % par rapport à 2016 (Moselle : +0,52 %, France hors Mayotte : +2,11 %).
| 1793 | 1800 | 1806 | 1821 | 1836 | 1841 | 1861 | 1866 | 1871 |
| ---- | ---- | ---- | ---- | ---- | ---- | ---- | ---- | ---- |
| 136  | 184  | 193  | 179  | 209  | 227  | 273  | 272  | 240  |

| 1875 | 1880 | 1885 | 1890 | 1895 | 1900 | 1905 | 1910 | 1921 |
| ---- | ---- | ---- | ---- | ---- | ---- | ---- | ---- | ---- |
| 240  | 265  | 246  | 248  | 244  | 222  | 230  | 240  | 202  |

| 1926 | 1931 | 1936 | 1946 | 1954 | 1962 | 1968 | 1975 | 1982 |
| ---- | ---- | ---- | ---- | ---- | ---- | ---- | ---- | ---- |
| 205  | 206  | 227  | 218  | 232  | 237  | 238  | 786  | 779  |

| 1990 | 1999 | 2006 | 2011 | 2016 | 2021 | 2022 | - | - |
| ---- | ---- | ---- | ---- | ---- | ---- | ---- | - | - |
| 802  | 722  | 685  | 668  | 620  | 827  | 927  | - | - |

### Enseignement
Établissements d'enseignements :
- Écoles maternelles et primaires à Fleury, Marly, Metz, Peltre.
- Collèges à Fleury, Metz, Marly.
- Lycées à Metz, Marly, Peltre.

### Santé
Professionnels et établissements de santé :
- Médecins à Fleury, Verny, Peltre, Augny, Montigny-lès-Metz.
- Pharmacies à Verny, Montigny-lès-Metz, Jouy-aux-Arches, Moulins-lès-Metz, Longeville-lès-Metz, Courcelles-sur-Nied.
- Hôpitaux à Jury, Moulins-lès-Metz, Scy-Chazelles, Metz.

### Cultes
- Culte catholique, Paroisse Saint-Vincent-de-Paul[30], Diocèse de Metz.

## Économie

### Entreprises et commerces

#### Agriculture
- Sylviculture et autres activités forestières.
- Culture et élevage associés.

#### Commerces
- Commerces et services de proximité[31].

## Culture locale et patrimoine

### Lieux et monuments
- Château XVIIe siècle[32], reconstruit XVIIIe siècle : porte cochère et porte piétonne à bossages XVIIe siècle.

Ancien puits et glacière, au cœur du parc du Château.
- Église Saint-Rémi néo-romane XXe siècle[33],[34].

Orgues de style romantique, de 1897.
- Oratoire mortuaire près de l’église et de l’entrée du vieux cimetière, érigé au XVIIe siècle par la [36].
- Monuments commémoratifs[37],[38].
- La croix de Pouilly.
- L’ancien château « Georges »
- Ancien bâtiment militaire : « la Centrale Téléphonique ».
- Patrimoine rural recensé par le service régional de l'Inventaire général du patrimoine culturel.

### Personnalités liées à la commune
- Jean de Pouilly (1270-1350), théologien, ancien socius de la maison de Sorbonne.

## Pour approfondir